# Institut Franc-Alemany
L'Institut Franc-Alemany (Deutsch-Französisches Institut - dfi) és un centre d'investigació i documentació independent sobre la França contemporània i les relacions franc-alemanyes. L'institut té la forma jurídica d'una associació declarada.
Rep suport per part del Ministeri d'Afers exteriors Alemany, del Ministeri d'Investigació del Länder de Baden-Württemberg i de la ciutat de Ludwigsburg, la qual a més acull la seva seu. A més, els projectes de l'Institut són finançats amb fons proporcionats per organismes i terceres persones.

## Història
L'Institut ha estat fundat en 1948 en la ciutat de Ludwigsburg amb l'objectiu d'animar la unió franc-alemanya en tots els àmbits a través de la via intel·lectual i publica (article 1 dels seus estatuts). La seva seu central es troba en Ludwigsburg però té una altra subseu a París inaugurada l'any 2004. La Franckreich-Bibliothek del dfi, es va inaugurar en 1990, i està situada en un edifici adjacent a la seu central de l'institut a Ludwigsburg. Eminents representants de la societat civil han participat en la creació de l'institut, personatges de l'alçada de Carlo Schimd, Theodor Heuss i Friz Schenk per la part alemanya, així com Joseph Rovan i Alfrend Grosser, associats de la part francesa.
El primer director de l'institut va ser Fritz Schenk (en funcions de 1948 a 1972), a qui va succeir Robert Picht (de 1972 a 2002) i Frank Bassner (director des de 2002 fins a l'actualitat). Al capdavant de l'institut es troba un president, càrrec que ocupa des de 2005 l'expresident del Länder de Baden-Würtember, Erwin Teufel. L'Institut compta en l'actualitat amb una vintena de col·laboradors entre els quals es conten cinc investigadors.

## Perfil i activitats
La investigació basada en casos pràctics i les activitats d'assessorament són les activitats principals de l'Institut. Els treballs analitzen essencialment l'evolució de les polítiques econòmiques i socials de la França contemporània així com a tot allò que concerneix a les relacions franc-alemanyes. Es concedeix una importància molt particular en aquestes diferents activitats als temes de política econòmica, social i europea així com a la qüestió transversal de la comunicació intercultural. La major part del temps, aquests treballs s'efectuen en el marc de projectes realitzats a llarg termini, que són finançats sencera o parcialment per fons posats a disposició per tercers. Les subvencions procedeixen generalment de fundacions sense ànim de lucre i empreses.
Aquests projectes es realitzen amb la idea d'interconnectar ciència teòrica i pràctica, el que pot traduir-se concretament en conferències o seminaris especialitzades, nombroses publicacions i fins i tot entrevistes amb els mitjans de comunicació.
A més, l'institut organitza, independentment dels diferents projectes, seminaris i programes de formació contínua, en particular, per als estudiants, els funcionaris i els periodistes de França i Alemanya.
Els investigadors del centre exerceixen al seu torn com a professors d'Universitats tant alemanyes com estrangeres. Els treballs de l'institut van dirigits no només als responsables i a les persones influents del món polític, econòmic, educatiu i de la informació sinó també a l'opinió pública d'Alemanya i França.

## Biblioteca (Frankreich-Bibliothek)

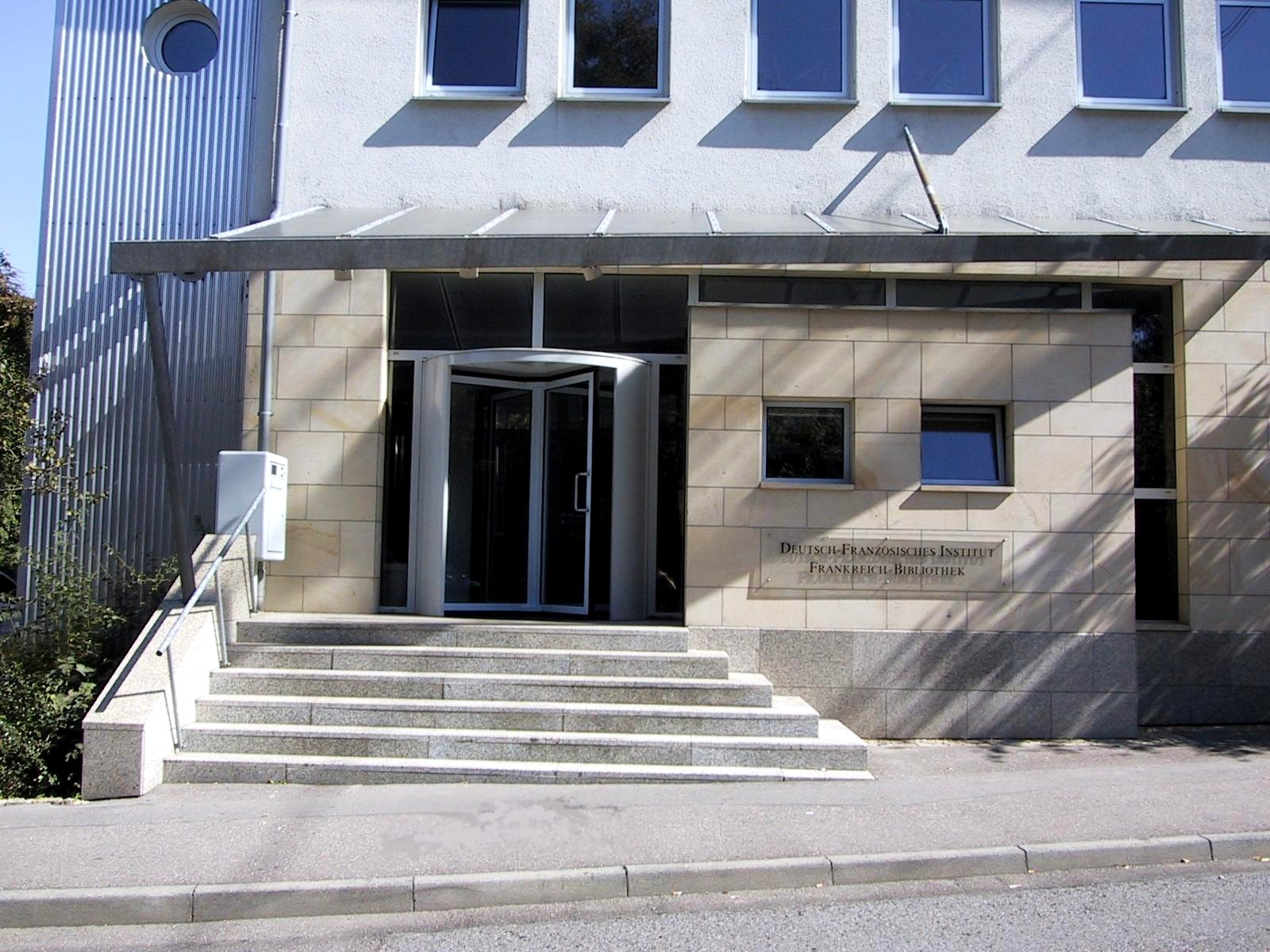
La biblioteca de l'Institut Franc-Alemany en Ludwigsburg

La Biblioteca (Franreich-Bibliothek) del dfi va ser creada en 1990. Es tracta d'una biblioteca científica especialitzada oberta a tothom que reuneix obres referents a la França Contemporània i a les relacions franc-alemanyes.
La biblioteca reuneix aproximadament 37.000 obres en ciències socials contemporànies. A això s'afegix un fitxer de premsa creat en els anys setanta i que conta més de mig milió d'articles sistemàticament classificats.
El dfi, representat per la seva biblioteca, és membre de la Xarxa d'informació especialitzada "Relacions internacionals i estudis regionals" i participa activament en aquest marc en el manteniment i en el bon funcionament de les bases de dades World Affaires Online (WAO). El conjunt de les obres de la biblioteca (inclosos articles d'estudis o obres col·lectives, però llevat dels articles de premsa) està recollit en aquesta base de dades i en el seu catàleg, així com en altres catàlegs regionals i nacionals, és accessible a través d'Internet.
La biblioteca és un membre associat de Südwestdeutscher Bibliotheksverbund (SWB). Per a permetre a joves investigadors alemanys o estrangers efectuar estades d'investigació més llargues en Ludwigsburg, el dfi oferix un programa de beques adaptat.